# Hantanirina Rasamimanana

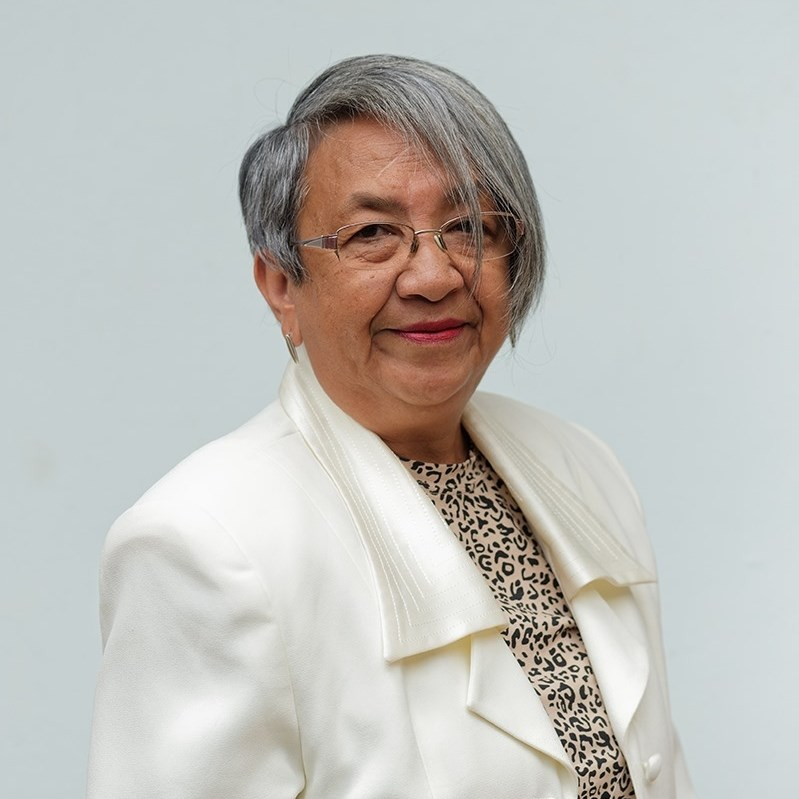
Hantanirina Rasamimanana (2024)

Hantanirina Rasamimanana (* 1954 in Antananarivo) ist eine madagassische Tierärztin und Primatenforscherin.

## Biographie
1981 schloss Hantanirina Rasamimanana in Moskau ihr Studium der Tiermedizin ab und machte ihren Master zum Thema Tierhaltung. Von 1981 arbeitete sie am nationalen Forschungszentrum in Antananarivo und unterrichtete von 1984 bis 2004 an der Université d’Antananarivo. 2004 promovierte sie am Muséum national d’histoire naturelle in Paris in Öko-Anthropologie.  Anschließend wurde sie Professorin an der Lehrerausbildungsanstalt École normale supérieure von Antananarivo.
Seit 1983 erforscht Rasamimanana das Verhalten der Katta im Galeriewald am Ufer des Mandrare bei Berenty. Ihre Forschung befasst sich mit Ernährung, Energetik und Unterschieden zwischen Männchen und Weibchen bei Ringelschwanzmakis und anderen Lemuren. Dabei arbeitete sie mit der US-amerikanischen Wissenschaftlerin Alison Jolly und mit dem Franzosen Bruno Simmen zusammen.
Hantanirina Rasamimanana hat zahlreiche Ämter und Mitgliedschaften inne: So ist sie unter anderem seit 1991 Mitglied der International Primatological Society, bei der sie von 1998 bis 2004 im Vorstand saß, und seit 1993 im Vorstand der Groupe d'Etude et de Recherche en Primates. Sie gehört zu den Herausgebern der New Directions in Lemur Studies bei Plenum Press  und der Ringtailed Lemur Biology bei Springer in New York.
Gemeinsam mit Alison Jolly entwickelte sie ab 2005 das Ako-Projekt, ein Naturschutzerziehungsprojekt mit Kinderbüchern und Postern, das zu einem wichtigen von der UNICEF unterstützten Schulprojekt in Madagaskar wurde. Im Rahmen der Ako-Serie wurden mehrere Kinderbücher mit englischem und madegassischem Text veröffentlicht, die unter anderem das Leben des Lemuren Ako erzählen. Von CNN wurde sie in einer halbstündigen Dokumentation als Madagascar’s Lemur Lady porträtiert.
Rasamimanana wurde als Ritter in den Nationalen Orden von Madagaskar aufgenommen.